# Guillermo López Mirau
Luis Guillermo López Mirau (Salta, 5 de mayo de 1954)[cita requerida] es un abogado y político argentino que se desempeñó como intendente de la Ciudad de Salta.

## Biografía
Nació en Salta en marzo de 1954. Cursó sus estudios primarios y secundarios en la Escuela Justo J. de Urquiza y en el Bachillerato Humanista Moderno.
En 1975 egresó de la Universidad Nacional de Córdoba con los títulos de escribano y abogado. En los años 1979-1980 realizó un máster en Asesoría Jurídica de Empresas en el Instituto de Empresas de Madrid. Uno de sus hijos, Guillermo Pablo López Mirau, siguió sus pasos en la política.

## Carrera política
Es afiliado al Partido Justicialista donde desempeñó diversos cargos como integrante de la Junta Electoral, consejero y congresal nacional.
Desde abril de 1991 hasta diciembre de 1992 se desempeñó como primer director del diario Eco del Norte.
En mayo de 1996 asumió como secretario legislativo de la Cámara de Diputados de la Provincia de Salta, función que cumplió hasta noviembre de 1999 por haber sido electo concejal de la ciudad de Salta por el Partido Justicialista.
Asumió como concejal en diciembre de 1999 y fue elegido por sus pares como presidente del cuerpo.
En mayo de 2001, ante la renuncia del intendente Enrique Tanoni, asumió en su reemplazo, quedando a cargo del Poder Ejecutivo municipal hasta el mes de agosto de ese año.
El 14 de octubre de 2001 resultó electo senador por el departamento Capital por el PJ, cargo que ejerció hasta 2005. Durante el ejercicio de su mandato se desempeñó como presidente de la Comisión de Economía, Finanzas, Hacienda y Presupuesto de la Cámara de Senadores y como miembro de las comisiones de Legislación General, del Trabajo y Régimen Previsional, y de Justicia, Acuerdos y Designaciones.
Entre diciembre de 2001 y noviembre de 2005 fue miembro titular del Jurado de Enjuiciamiento de la Provincia de Salta.
En abril de 2006 fue designado como primer secretario institucional de la Cámara de Senadores de la Provincia de Salta, función que cumplió hasta diciembre de 2007, cuando fue elegido por el cuerpo en forma unánime como secretario legislativo del Senado.
En 2014, el gobernador Urtubey envió al Senado el pedido de acuerdo para la designación de Adriana Rodríguez Faraldo como jueza de la Sala Primera de la Cámara de Apelaciones en lo Civil y Comercial de Salta.